# Rumänische Eishockeyliga 2005/06
Die Saison 2005/06 war die 76. Spielzeit der rumänischen Eishockeyliga, der höchsten rumänischen Eishockeyspielklasse. Meister wurde zum insgesamt 40. Mal in der Vereinsgeschichte der Steaua Bukarest.

## Modus
In der Hauptrunde absolvierte jede der sechs Mannschaften insgesamt 20 Spiele. Die vier bestplatzierten Mannschaften qualifizierten sich für die Finalrunde, deren beiden Erstplatzierten sich wiederum für das Meisterschaftsfinale qualifizierten. Für einen Sieg erhielt jede Mannschaft zwei Punkte, bei einem Unentschieden gab es einen Punkt und bei einer Niederlage null Punkte.

## Hauptrunde

### Tabelle
|    | Klub                        | Sp | S  | U | N  | T   | GT  | Punkte |
| -- | --------------------------- | -- | -- | - | -- | --- | --- | ------ |
| 1. | SC Miercurea Ciuc           | 20 | 18 | 1 | 1  | 212 | 32  | 37     |
| 2. | Steaua Bukarest             | 20 | 17 | 1 | 2  | 201 | 50  | 35     |
| 3. | Progym Gheorgheni           | 20 | 10 | 0 | 10 | 102 | 96  | 20     |
| 4. | CSM Dunărea Galați          | 20 | 9  | 1 | 10 | 79  | 111 | 19     |
| 5. | Sportul Studențesc Bukarest | 20 | 2  | 1 | 17 | 37  | 204 | 5      |
| 6. | HC Miercurea Ciuc           | 20 | 2  | 0 | 18 | 49  | 187 | 4      |

Sp = Spiele, S = Siege, U = Unentschieden, N = Niederlagen

## Finalrunde
|    | Klub               | Sp | S  | U | N  | T   | GT  | Punkte |
| -- | ------------------ | -- | -- | - | -- | --- | --- | ------ |
| 1. | SC Miercurea Ciuc  | 24 | 21 | 1 | 2  | 173 | 41  | 43     |
| 2. | Steaua Bukarest    | 24 | 18 | 1 | 5  | 152 | 70  | 37     |
| 3. | Progym Gheorgheni  | 24 | 6  | 0 | 18 | 82  | 137 | 12     |
| 4. | CSM Dunărea Galați | 24 | 2  | 0 | 22 | 53  | 212 | 4      |

Sp = Spiele, S = Siege, U = Unentschieden, N = Niederlagen

## Meisterschaftsfinale
- SC Miercurea Ciuc – Steaua Bukarest 1:4 (2:1, 0:4, 2:4, 0:1, 1:3)